# Amyloidový prekurzorový protein

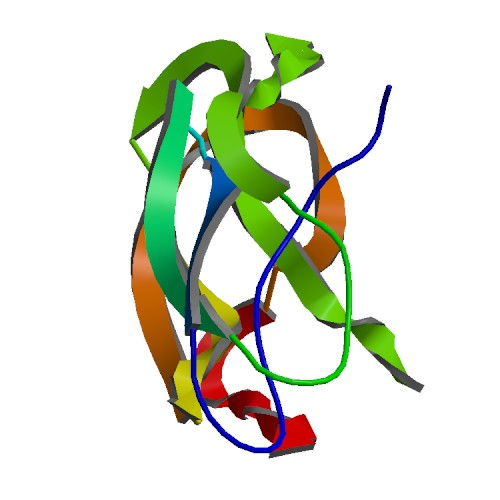
Amyloidový prekurzorový protein

Amyloidový prekurzorový protein (APP) je glykoprotein zanořený do membrány nervových buněk. Skládá se z velké N-terminální extracelulární domény, krátké hydrofobní transmembránové domény a krátké intracelulární C-terminální domény. Je výchozí bílkovinou pro tvorbu amyloidu beta (Aβ), proteinu, jehož agregace je příznačná pro mozek pacientů s Alzheimerovou chorobou.
Ovlivněním zpracování APP vedou ke změně produkce Aβ a tvorbě fibril. Nicméně, APP má kromě produkce Aβ, také řadu důležitých vývojových a postnatálních neurologických funkcí. Tyto funkce mohou být vyvolány díky N-terminální extracelulární doméně nebo C-terminální cytoplazmatické doméně. Obě domény mají důležitou roli v neurogenezi a neuronální regeneraci.

## Štěpení APP
APP může být zpracován různým způsobem.Jedna cesta vede ke tvorbě amyloidu (amyloidogenní cesta), zatímco druhá nikoli (neamyloidogenní cesta). Obvykle asi 90 % APP jde neamyloidogenní cestou a zbylých 10 % amyloidogenní. Poměry se mohou změnit v důsledku mutací, faktorů životního prostředí a během stárnutí jedince. Štěpení produktů může hrát důležitou roli v nervovém vývoji jedince.

### Neamyloidogenní cesta
APP je nejdříve štěpen α-sekretázou, čímž vznikají rozpustné N-terminální fragmenty (sAPP-α) a C terminální fragmenty (CTFα). sAPP-α zlepšuje synaptogenezi a jsou považovány za neuroprotektivní. CTFα (83 aminokyselin) je zachován v membráně, kde reaguje s presenilinem obsahující γ-sekretázou, čímž způsobuje rozpustnost N-terminálních fragmentů (p3) a spojuje ho s C-terminálním fragmentem (ACICD, nebo APP intracelulární domény). ACICD mohou být zapojeny do jaderné signalizace, transkripční regulace, stejně jako axonálního transportu, díky jeho schopnostem sdružovat se s řadou různých proteinů.

### Amyloidogenní cesta
APP je štěpen nejprve enzymem β-sekretázou (BECE-1) (transmembránová aspartyl-proteáza), čímž vzniká N-terminální fragment o menší délce (sAPP-β) a membránově vázaný C-terminální konec (CTFβ)(99 aminokyselin). Štěpení se provádí blíže k N-terminálnímu konci APP, který s α-sekretázou tvoří CTFβ delší než CTFα. CTFβ je štěpen γ-sekretázou, která odštěpuje peptidy o délce 37-43 aminokyselin - amyloid beta (Aβ). Ačkoli Aβ je vyžadován pro neuronovou funkci, může se hromadit v extracelulárním prostoru mozku ve formě amyloidních plaků. Aβ plakety mohou narušit mozkové buňky a buněčnou komunikaci, stejně jako aktivovat imunitní buňky, které vyvolají zánět, který může být pro buňky fatální. Kromě toho je Aβ zodpovědný za oxidativní poškození buněk.

## Alzheimerova choroba
Bylo zaznamenáno množství mutací v amyloidovém prekurzorovém proteinu, schopných vyvolat Alzheimerovu chorobu s časným nástupem. Tyto škodlivé mutace se obvykle nachází poblíž míst, kde štěpí beta-sekretázy a gama-sekretázy, a vedou k zvýšené produkci beta amyloidu či k zvýšení poměru mezi Aβ42 a Aβ40 variantami. Byla však nalezena i mutace v APP, která riziko vzniku Alzheimerovy choroby naopak snižuje.

## Downův syndrom
APP u člověka leží na 21. chromozomu, který je u lidí s Downovým syndromem přítomen v nadbytečném počtu kopií (tzv. trisomie 21. chromozomu). Toto zvyšuje náchylnost osob s Downovou chorobou k ukládání amyloidních plaků amyloidu beta a ke vzniku Alzheimerovy choroby. Downovým syndromem trpící osoby obvykle skutečně mají už od cca 50 let věku příznaky Alzheimerovy choroby.